# 巴里納斯鱷屬
巴里納斯鱷屬（學名：Barinasuchus）是種已滅絕鱷類，屬於鱷形超目的西貝鱷科，化石發現於委內瑞拉的Parángula地層（中新世中期）、祕魯的Ipururo地層（中新世中期）、以及阿根廷的Divisadero Largo地層（始新世中期）。
巴里納斯鱷是在2007年由Alfredo Paolillo與Omar Linares命名。正模標本發現於委內瑞拉巴里納斯州的Parángula地層，該標本由不完整的頭骨與下頜構成。如同其他西貝鱷類，巴里納斯鱷是陸棲肉食性動物，擁有側面扁平的彎曲牙齒，類似獸腳類恐龍。
巴里納斯鱷的頭骨長70公分，身長估計約為6-8公尺，是已知最大型的西貝鱷類，也是委內瑞拉所發現的第一種西貝鱷類。發現於祕魯的巴里納斯鱷化石，最初被歸類於西貝鱷的一個種（Sebecus huilensis），現已改歸類於巴里納斯鱷。